# Ochicanthon obscurus
Ochicanthon obscurus là một loài bọ cánh cứng trong họ Bọ hung (Scarabaeidae).